# أنا رجل (فلم 1918)
أنا رجل (بالإنجليزية: I'm a Man) هو فيلم قصير كوميدي صامت أمريكي من إنتاج عام 1918 وإخراج كينج فيدور.

## روابط خارجية
- مقالات تستعمل روابط فنية بلا صلة مع ويكي بيانات